# Licinio Rangel
Pour les articles homonymes, voir Rangel.
Licinio Rangel (né à Campos dos Goytacazes le 5 janvier 1936 et mort 16 décembre 2002), était évêque et administrateur apostolique de l'Union Saint-Jean-Marie-Vianney.

## Frère mineur
Il est ordonné prêtre au sein de l'ordre des frères mineurs en septembre 1967.

## Évêque
Il est consacré le 28 juillet 1991, sans l'accord de Rome, par Bernard Tissier de Mallerais, assisté de Alfonso de Galarreta et Richard Williamson les évêques de la Fraternité sacerdotale Saint-Pie-X, à São Fidélis dans l'État de Rio de Janeiro au Brésil.
Il succède alors à Antônio de Castro Mayer comme supérieur de l'union saint-Jean-Marie-Vianney, société de prêtres traditionalistes dans le diocèse de Campos.

## Réconciliation avec Rome
Le 15 août 2001, Rangel, avec 25 de ses prêtres, se réconcilie avec le Saint-Siège. Il adresse une lettre à Jean-Paul II, par laquelle il jure fidélité au siège apostolique. En conséquence, le pape élève l'union Saint-Jean-Marie Vianney au rang d'administration apostolique personnelle, avec la faculté d'utiliser exclusivement les livres liturgiques de 1962. Il occupe le siège in partibus de Zarna (de) de 2002 à sa mort.
En raison de sa santé, il demande à Rome un évêque auxiliaire. Rome lui accorde de choisir son évêque coadjuteur, qui lui succédera automatiquement. Fernando Rifan est sacré le 18 août 2002, par le cardinal Castrillón Hoyos et Rangel.
Rifan succède à Rangel le 16 décembre 2002.